# Statistiche del Festival di Sanremo
In questa voce sono elencate le statistiche sui cantanti (o i gruppi musicali) e sui conduttori del Festival di Sanremo.

## Albo d'oro

### Vincitori
4 volte
- Domenico Modugno nel 1958, 1959, 1962 e 1966
- Claudio Villa nel 1955, 1957, 1962 e 1967

3 volte
- Iva Zanicchi nel 1967, 1969 e 1974

2 volte
- Nilla Pizzi nel 1951 e 1952
- Johnny Dorelli nel 1958 e 1959
- Gigliola Cinquetti nel 1964 e 1966
- Bobby Solo nel 1965 e 1969
- Nicola Di Bari nel 1971 e 1972
- Peppino di Capri nel 1973 e 1976
- Matia Bazar nel 1978 e 2002
- Anna Oxa nel 1989 e 1999
- Eros Ramazzotti nel 1984 (Nuove Proposte) e 1986
- Enrico Ruggeri nel 1987 e 1993
- Marco Masini nel 1990 (Nuove Proposte) e 2004
- Aleandro Baldi nel 1992 (Nuove Proposte) e 1994
- Annalisa Minetti nel 1998 (Nuove proposte) e 1998
- Fabrizio Moro nel 2007 (Nuove Proposte) e 2018
- Arisa nel 2009 (Nuove Proposte) e 2014
- Marco Mengoni nel 2013 e nel 2023
- Francesco Gabbani nel 2016 (Nuove Proposte) e 2017
- Mahmood nel 2019 e nel 2022

1 volta
- Carla Boni nel 1953
- Flo Sandon's nel 1953
- Gino Latilla nel 1954
- Giorgio Consolini nel 1954
- Tullio Pane nel 1955
- Franca Raimondi nel 1956
- Nunzio Gallo nel 1957
- Renato Rascel nel 1960
- Tony Dallara nel 1960
- Betty Curtis nel 1961
- Luciano Tajoli nel 1961
- Emilio Pericoli nel 1963
- Tony Renis nel 1963
- Patricia Carli nel 1964
- The New Christy Minstrels nel 1965
- Roberto Carlos nel 1968
- Sergio Endrigo nel 1968
- Adriano Celentano nel 1970
- Claudia Mori nel 1970
- Nada nel 1971
- Gilda nel 1975
- Homo Sapiens nel 1977
- Mino Vergnaghi nel 1979
- Toto Cutugno nel 1980
- Alice nel 1981
- Riccardo Fogli nel 1982
- Tiziana Rivale nel 1983
- Al Bano e Romina Power nel 1984
- Ricchi e Poveri nel 1985
- Gianni Morandi nel 1987
- Umberto Tozzi nel 1987
- Massimo Ranieri nel 1988
- Fausto Leali nel 1989
- Pooh nel 1990
- Riccardo Cocciante nel 1991
- Luca Barbarossa nel 1992
- Giorgia nel 1995
- Ron nel 1996
- Tosca nel 1996
- Jalisse nel 1997
- Annalisa Minetti nel 1998
- Piccola Orchestra Avion Travel nel 2000
- Elisa nel 2001
- Alexia nel 2003
- Francesco Renga nel 2005
- Povia nel 2006
- Simone Cristicchi nel 2007
- Giò Di Tonno nel 2008
- Lola Ponce nel 2008
- Marco Carta nel 2009
- Valerio Scanu nel 2010
- Roberto Vecchioni nel 2011
- Emma nel 2012
- Il Volo nel 2015
- Stadio nel 2016
- Ermal Meta nel 2018
- Diodato nel 2020
- Måneskin nel 2021
- Blanco nel 2022
- Angelina Mango nel 2024
- Olly nel 2025

### Secondo posto
6 volte
- Toto Cutugno nel 1984, 1987, 1988, 1989, 1990 e 2005

4 volte
- Nilla Pizzi nel 1951, 1952, 1953 e 1958

3 volte
- Claudio Villa nel 1955, 1957 e 1963

2 volte
- Achille Togliani nel 1951 e 1954
- Tonina Torrielli nel 1956 e 1958
- Teddy Reno nel 1953 e 1960
- Ricchi e Poveri nel 1970 e 1971
- Peppino Gagliardi nel 1972 e 1973
- Domenico Modugno nel 1960 e 1974
- Irene Fargo nel 1991 e 1992 (entrambe nella sezione Nuove Proposte)
- Anna Oxa nel 1978 e 1997
- Antonella Ruggiero nel 1998 e 1999
- Al Bano nel 1982 e 2007
- Elio e le Storie Tese nel 1996 e 2013
- Francesca Michielin nel 2016 e 2021

1 volta
- Katyna Ranieri nel 1954
- Tullio Pane nel 1955
- Giorgio Consolini nel 1957
- Arturo Testa nel 1959
- Gino Latilla nel 1959
- Adriano Celentano nel 1961
- Little Tony nel 1961
- Sergio Bruni nel 1962
- Milva nel 1962
- Eugenia Foligatti nel 1963
- Caterina Caselli nel 1966
- Gene Pitney nel 1966
- Annarita Spinaci nel 1967
- Les Surfs nel 1967
- Marisa Sannia nel 1968
- Ornella Vanoni nel 1968
- Sergio Endrigo nel 1969
- Mary Hopkin nel 1969
- Nicola Di Bari nel 1970
- José Feliciano nel 1971
- Angela Luce nel 1975
- Dori Ghezzi nel 1976
- Wess nel 1976
- Collage nel 1977
- Enzo Carella nel 1979
- Enzo Malepasso nel 1980
- Loretta Goggi nel 1981
- Romina Power nel 1982
- Donatella Milani nel 1983
- Luis Miguel nel 1985
- Renzo Arbore nel 1986
- Renato Zero nel 1991
- Mia Martini nel 1992
- Cristiano De André nel 1993
- Giorgio Faletti nel 1994
- Barbara Cola nel 1995
- Gianni Morandi nel 1995
- Irene Grandi nel 2000
- Giorgia nel 2001
- Alexia nel 2002
- Alex Britti nel 2003
- Mario Rosini nel 2004
- Annalisa Minetti nel 2005
- Nomadi nel 2006
- Anna Tatangelo nel 2008
- Povia nel 2009
- Emanuele Filiberto di Savoia (1972) nel 2010
- Pupo nel 2010
- Luca Canonici nel 2010
- Emma nel 2011
- Modà nel 2011
- Arisa nel 2012
- Raphael Gualazzi nel 2014
- The Bloody Beetroots nel 2014
- Nek nel 2015
- Fiorella Mannoia nel 2017
- Lo Stato Sociale nel 2018
- Ultimo nel 2019
- Francesco Gabbani nel 2020
- Fedez nel 2021
- Elisa nel 2022
- Lazza nel 2023
- Geolier nel 2024
- Lucio Corsi nel 2025

### Terzo posto
5 volte
- Gino Latilla nel 1953, 1954, 1957, 1958 e 1961

4 volte
- Milva nel 1961, 1968, 1969 e 1973

3 volte
- Al Bano nel 1987, 1989 e 2011
- Achille Togliani nel 1951, 1953 e 1959
- Ermal Meta nel 2016 (Nuove Proposte), 2017 e 2021

2 volte
- Nilla Pizzi nel 1952 e 1958
- Teddy Reno nel 1953 e 1959
- Romina Power nel 1987 e 1989
- Gianni Morandi nel 2000 e 2022
- Renzo Rubino nel 2013 (Nuove Proposte) e 2014
- Annalisa nel 2018 e 2024

1 volta
- Giorgio Consolini nel 1953
- Franco Ricci nel 1954
- Natalino Otto nel 1955
- Trio Aurora nel 1955
- Luciana Gonzales nel 1956
- Tonina Torrielli nel 1957
- Joe Sentieri nel 1960
- Wilma De Angelis nel 1960
- Ernesto Bonino nel 1962
- Sergio Bruni nel 1962
- Cocky Mazzetti nel 1963
- Pino Donaggio nel 1963
- Les Surfs nel 1966
- Wilma Goich nel 1966
- I Giganti nel 1967
- The Bachelors nel 1967
- Adriano Celentano nel 1968
- Don Backy nel 1969
- Iva Zanicchi nel 1970
- Sergio Endrigo nel 1970
- Equipe 84 nel 1971
- Lucio Dalla nel 1971
- Nada nel 1972
- Orietta Berti nel 1974
- Rosanna Fratello nel 1975
- Albatros nel 1976
- Sandro Giacobbe nel 1976
- I Santo California nel 1977
- Rino Gaetano nel 1978
- I Camaleonti nel 1979
- Pupo nel 1980
- Dario Baldan Bembo nel 1981
- Drupi nel 1982
- Dori Ghezzi nel 1983
- Christian nel 1984
- Gigliola Cinquetti nel 1985
- Marcella Bella nel 1986
- Luca Barbarossa nel 1988
- Amedeo Minghi nel 1990
- Mietta nel 1990
- Marco Masini nel 1991
- Paolo Vallesi nel 1992
- Grazia Di Michele nel 1993
- Rossana Casale nel 1993
- Laura Pausini nel 1994
- Ivana Spagna nel 1995
- Giorgia nel 1996
- Syria nel 1997
- Lisa nel 1998
- Mariella Nava nel 1999
- Matia Bazar nel 2001
- Gino Paoli nel 2002
- Sergio Cammariere nel 2003
- Linda nel 2004
- Antonella Ruggiero nel 2005
- Anna Tatangelo nel 2006
- Piero Mazzocchetti nel 2007
- Fabrizio Moro nel 2008
- Sal Da Vinci nel 2009
- Marco Mengoni nel 2010
- Noemi nel 2012
- Modà nel 2013
- Malika Ayane nel 2015
- Deborah Iurato nel 2016
- Giovanni Caccamo nel 2016
- Il Volo nel 2019
- Pinguini Tattici Nucleari nel 2020
- Mr. Rain nel 2023
- Brunori Sas nel 2025

## Premio della Critica "Mia Martini"[1][2]

### 3 volte
- Mia Martini nel 1982[3], 1989 e 1990
- Paola Turci nel 1987 e 1989 (Nuove proposte) e 1989 (Emergenti)
- Cristiano De André nel 1985 (Nuove Proposte), 1993 e 2014
- Patty Pravo nel 1984, 1997 e 2016
- Daniele Silvestri nel 1999, 2002 e 2019

### 2 volte
- Matia Bazar nel 1983 e 1985
- Fiorella Mannoia nel 1987[4] e 1988
- Elio e le Storie Tese nel 1996 e 2013
- Samuele Bersani nel 2000 e 2012
- Malika Ayane nel 2010 e 2015

## Conduzione

### 13 edizioni
- Pippo Baudo nel 1968[5], 1984[6], 1985, 1987, dal 1992 al 1996, 2002, 2003, 2007 e 2008

### 11 edizioni
- Mike Bongiorno dal 1963 al 1967, nel 1972, 1973, 1975, 1977, 1979 e 1997

### 5 edizioni
- Nunzio Filogamo dal 1951 al 1954 e nel 1957
- Amadeus dal 2020 al 2024

### 4 edizioni
- Fabio Fazio nel 1999, 2000, 2013 e 2014
- Carlo Conti dal 2015 al 2017 e nel 2025
- Antonella Clerici nel 2005, 2010, 2020 e 2025

### 3 edizioni
- Gabriella Farinon nel 1969, 1973 e 1974
- Claudio Cecchetto nel 1980, 1981 e 1982
- Piero Chiambretti nel 1997, 2001 e 2008
- Gianni Morandi nel 2011, 2012 e 2023
- Fiorello nel 2020, 2021 e 2024

### 2 edizioni
- Maria Teresa Ruta nel 1955 e 1956
- Nuccio Costa nel 1969 e 1970
- Tiziana Pini nel 1976 e 1984
- Maria Giovanna Elmi nel 1977 e 1978
- Anna Pettinelli nel 1983 e 1986
- Carlo Massarini nel 1987 e 1988 (dal "Palarock")
- Gabriella Carlucci nel 1988 e 1990
- Kay Sandvick nel 1988 al Casinò e nel 1989 al PalaBarilla
- Lorella Cuccarini nel 1993 e 2024
- Sabrina Ferilli nel 1996 e 2022
- Paolo Bonolis nel 2005 e 2009
- Michelle Hunziker nel 2007 e 2018
- Maria De Filippi nel 2009 e 2017
- Luciana Littizzetto nel 2013 e 2014
- Virginia Raffaele nel 2016 e 2019
- Claudio Baglioni nel 2018 e 2019

### 1 edizione
- Armando Pizzo nel 1955
- Fausto Tommei nel 1956
- Marisa Allasio nel 1957
- Fiorella Mari nel 1957
- Nicoletta Orsomando nel 1957
- Gianni Agus nel 1958
- Fulvia Colombo nel 1958
- Enzo Tortora nel 1959
- Adriana Serra nel 1959
- Paolo Ferrari nel 1960
- Enza Sampò nel 1960
- Giuliana Calandra nel 1961
- Lilli Lembo nel 1961
- Alberto Lionello nel 1961
- Renato Tagliani nel 1962
- Laura Efrikian nel 1962
- Vicky Ludovisi nel 1962
- Rossana Armani nel 1963
- Edy Campagnoli nel 1963
- Maria Giovannini nel 1963
- Giuliana Copreni nel 1963
- Giuliana Lojodice nel 1964
- Grazia Maria Spina nel 1965
- Paola Penni nel 1966
- Carla Maria Puccini nel 1966
- Renata Mauro nel 1967
- Luisa Rivelli nel 1968
- Enrico Maria Salerno nel 1970
- Ira von Fürstenberg nel 1970
- Carlo Giuffré nel 1971
- Elsa Martinelli nel 1971
- Sylva Koscina nel 1972
- Paolo Villaggio nel 1972
- Corrado nel 1974
- Sabina Ciuffini nel 1975
- Giancarlo Guardabassi nel 1976
- Serena Albano nel 1976
- Maddalena Galliani nel 1976
- Stella Luna nel 1976
- Lorena Rosetta Nardulli nel 1976
- Karla Strano Pavese nel 1976
- Vittorio Salvetti nel 1978
- Beppe Grillo nel 1978
- Stefania Casini nel 1978
- Anna Maria Rizzoli nel 1979
- Roberto Benigni nel 1980
- Olimpia Carlisi nel 1980
- Nilla Pizzi nel 1981
- Eleonora Vallone nel 1981
- Patrizia Rossetti nel 1982
- Andrea Giordana nel 1983
- Isabel Russinova nel 1983
- Emanuela Falcetti nel 1983
- Edy Angelillo nel 1984
- Elisabetta Gardini nel 1984
- Iris Peynado nel 1984
- Isabella Rocchietta nel 1984
- Viola Simoncioni nel 1984
- Patty Brard nel 1985
- Loretta Goggi nel 1986
- Sergio Mancinelli nel 1986
- Mauro Micheloni nel 1986
- Miguel Bosé nel 1988
- Rosita Celentano nel 1989
- Paola Dominguin nel 1989
- Danny Quinn nel 1989
- Gianmarco Tognazzi nel 1989
- Johnny Dorelli nel 1990
- Edwige Fenech nel 1991
- Andrea Occhipinti nel 1991
- Alba Parietti nel 1992
- Brigitte Nielsen nel 1992
- Milly Carlucci nel 1992
- Anna Oxa nel 1994
- Cannelle nel 1994
- Anna Falchi nel 1995
- Claudia Koll nel 1995
- Valeria Mazza nel 1996
- Valeria Marini nel 1997
- Raimondo Vianello nel 1998
- Eva Herzigová nel 1998
- Veronica Pivetti nel 1998
- Laetitia Casta nel 1999
- Renato Dulbecco nel 1999
- Luciano Pavarotti nel 2000
- Inés Sastre nel 2000
- Teo Teocoli nel 2000
- Raffaella Carrà nel 2001
- Massimo Ceccherini nel 2001
- Megan Gale nel 2001
- Enrico Papi nel 2001
- Manuela Arcuri nel 2002
- Vittoria Belvedere nel 2002
- Serena Autieri nel 2003
- Claudia Gerini nel 2003
- Simona Ventura nel 2004
- Gene Gnocchi nel 2004
- Paola Cortellesi nel 2004
- Maurizio Crozza nel 2004
- Federica Felini nel 2005
- Giorgio Panariello nel 2006
- Ilary Blasi nel 2006
- Victoria Cabello nel 2006
- Bianca Guaccero nel 2008
- Andrea Osvárt nel 2008
- Luca Laurenti nel 2009
- Paul Sculfor nel 2009
- Alessia Piovan nel 2009
- Nir Lavi nel 2009
- Eleonora Abbagnato nel 2009
- Thyago Alves nel 2009
- Gabriella Pession nel 2009
- Ivan Olita nel 2009
- David Gandy nel 2009
- Belén Rodríguez nel 2011
- Elisabetta Canalis nel 2011
- Luca Bizzarri nel 2011
- Paolo Kessisoglu nel 2011
- Rocco Papaleo nel 2012
- Ivana Mrázová nel 2012
- Arisa nel 2015
- Emma Marrone nel 2015
- Rocío Muñoz Morales nel 2015
- Madalina Ghenea nel 2016
- Gabriel Garko nel 2016
- Pierfrancesco Favino nel 2018
- Claudio Bisio nel 2019
- Rula Jebreal nel 2020
- Diletta Leotta nel 2020
- Laura Chimenti nel 2020
- Emma D'Aquino nel 2020
- Georgina Rodriguez nel 2020
- Sabrina Salerno nel 2020
- Alketa Vejsiu nel 2020
- Francesca Sofia Novello nel 2020
- Barbara Palombelli nel 2021
- Beatrice Venezi nel 2021
- Elodie nel 2021
- Matilda De Angelis nel 2021
- Vittoria Ceretti nel 2021
- Ornella Muti nel 2022
- Lorena Cesarini nel 2022
- Drusilla Foer nel 2022
- Maria Chiara Giannetta nel 2022
- Paola Egonu nel 2023
- Francesca Fagnani nel 2023
- Chiara Ferragni nel 2023
- Chiara Francini nel 2023
- Marco Mengoni nel 2024
- Giorgia nel 2024
- Teresa Mannino nel 2024
- Gerry Scotti nel 2025
- Bianca Balti nel 2025
- Cristiano Malgioglio nel 2025
- Nino Frassica nel 2025
- Miriam Leone nel 2025
- Elettra Lamborghini nel 2025
- Katia Follesa nel 2025
- Mahmood nel 2025
- Geppi Cucciari nel 2025
- Alessia Marcuzzi nel 2025
- Alessandro Cattelan nel 2025

## Direzione artistica

### 18 edizioni
- Gianni Ravera dal 1962 al 1968, nel 1970, 1971, 1974 e dal 1979 al 1986

### 7 edizioni
- Giulio Razzi dal 1951 al 1957
- Pippo Baudo dal 1994 al 1996, nel 2002, 2003, 2007 e 2008

### 5 edizioni
- Ezio Radaelli nel 1960, 1961 e dal 1969 al 1971
- Vittorio Salvetti nel 1973, 1974 e dal 1976 al 1978
- Adriano Aragozzini dal 1989 al 1993
- Amadeus dal 2020 al 2024

### 4 edizioni
- Mario Maffucci dal 1998 al 2001
- Carlo Conti dal 2015 al 2017, nel 2025

### 3 edizioni
- Gianmarco Mazzi dal 2010 al 2012

### 2 edizioni
- Elio Gigante nel 1972 e 1974
- Marco Ravera nel 1987 e 1988
- Fabio Fazio nel 2013 e 2014
- Claudio Baglioni nel 2018 e 2019

### 1 edizione
- Achille Cajafa nel 1958
- Edoardo Fosco nel 1959
- Bruno Pallesi nel 1975
- Pino Donaggio nel 1997
- Giorgio Moroder nel 1997
- Carla Vistarini nel 1997
- Tony Renis nel 2004
- Giorgio Panariello nel 2006

## Scenografia

### 22 edizioni
- Gaetano Castelli nel 1987, 1988, dal 1992 al 1996, dal 2002 al 2005, dal 2007 al 2012, dal 2020 al 2024

### 7 edizioni
- Maria Chiara Castelli dal 2010 al 2012 e dal 2021 al 2024

### 5 edizioni
- Enzo Somigli dal 1981 al 1984 e nel 1986

### 4 edizioni
- Armando Nobili dal 1997 al 2000
- Riccardo Bocchini dal 2015 al 2017 e nel 2025

### 2 edizioni
- Gianfranco Ramacci nel 1979 e 1980
- Uberto Bertacca nel 1990 e 1991
- Francesca Montinaro nel 2013 e 2019
- Emanuela Trixie Zitkowsky nel 2014 e 2018

### 1 edizione
- Milos Anelli Monti nel 1977
- Rino Ceriolo nel 1978
- Luigi dall'Aglio nel 1985
- Carlo Cesarini da Senigallia nel 1989
- Mario Catalano nel 2001
- Dante Ferretti nel 2006
- Francesca Lo Schiavo nel 2006

## Curiosità

### Canzoni
- Luce (tramonti a nord est), interpretata da Elisa e vincitrice del Festival di Sanremo 2001, è la canzone che ha ottenuto più riconoscimenti nel corso di una singola edizione. Oltre a trionfare nella categoria Campioni, infatti, ha vinto anche il Premio della Critica "Mia Martini", il premio Volare per la miglior interpretazione, il premio Radio e Tv, il premio Autori e il premio alla miglior interprete del Festival — riconoscimento della Giuria di Qualità istituito appositamente su volontà di Gino Paoli, presidente della stessa —, per un totale di sei premi.[7]
- Le ragazze dei Neri per Caso (1995) è il primo brano interamente a cappella a vincere il Festival, anche se tra le Nuove proposte. Non fu però il primo caso di un brano a cappella durante il Festival: a precederlo in questo senso è stato Sotto le lenzuola, brano cantato da Adriano Celentano con il Coro A.N.A. di Milano al Festival del 1971. Una piccola parte a cappella era presente anche in Chi non lavora non fa l'amore, brano vincitore dell’edizione 1970 — cantato sempre da Celentano in coppia con Claudia Mori — nella versione presentata dal Molleggiato.
- Nu juorno buono di Rocco Hunt è finora l'unico brano hip hop a vincere il Festival, anche se tra le Nuove proposte; la prima canzone di tale genere musicale a partecipare alla kermesse sanremese fu Zitti, zitti (il silenzio è d'oro) degli Aeroplanitaliani nel 1992, sempre tra le Nuove Proposte, con il quale il gruppo vinse il Premio della Critica della categoria. La prima canzone rap a partecipare tra i Campioni fu, invece, Mezze verità dei Sottotono nel 2001.
- I p' me, tu p' te di Geolier è la canzone in lingua regionale (in questo caso napoletano) che ha raggiunto la posizione più alta nella categoria principale (secondo posto) oltreché la prima in questione a raggiungere il podio. In precedenza è stato, nel 2011, Yanez di Davide Van De Sfroos, in dialetto comasco, a detenere il record con il quarto posto. La già citata Nu juorno buono è anche la prima canzone in lingua regionale (napoletano anche in questo caso) a vincere e raggiungere il podio tra le Nuove proposte.
- Brividi di Mahmood e Blanco (2022) ha vinto con la maggior percentuale al televoto (54,26%).
- La già citata I p' me, tu p' te di Geolier è stata la canzone non vincitrice più televotata in assoluto, ottenendo il 60% dei consensi nella finale a cinque del Festival del 2024.[8]
- Balorda nostalgia di Olly (2025) ha vinto con il minor distacco dalla seconda classificata, ovvero Volevo essere un duro di Lucio Corsi (0,4%). In precedenza, il record apparteneva a Non pensare a me di Claudio Villa e Iva Zanicchi, che nel 1967 vinse con un margine dello 0,89% sul secondo classificato, ossia Quando dico che ti amo di Annarita Spinaci e Les Surfs.

### Artisti
Shablo è il primo disk-jockey a concorrere come artista singolo, accompagnato da cantanti e rappers ; in precedenza hanno partecipato Big Fish (il primo dj in assoluto in gara) come membro dei Sottotono, Gabry Ponte come membro degli Eiffel 65 e DJ Jad come membro degli Articolo 31.
Aleandro Baldi e Paola Turci sono gli unici artisti ad aver partecipato in tutte e tre le categorie; il cantante toscano è l'unico ad aver ottenuto il podio in tutte e tre le categorie vincendone due, mentre la Turci è l'unica interprete, insieme ai Future (gruppo musicale)  ad aver partecipato tre volte nella categoria Nuove Proposte/Giovani, delle quali tre volte ne hanno vinta una sola il gruppo.
Il secondo posto ottenuto da Giorgio Faletti nel 1994 lo rende l'interprete con la posizione più alta in assoluto senza avere ufficialmente il ruolo di cantante; infatti era più noto come comico o scrittore.
- L'anno di nascita più antico di un vincitore appartiene al defunto Renato Rascel, nato il 27 aprile 1912. Lo stesso Rascel ha detenuto per 51 anni il primato di età anagrafica più alta da vincitore: 47 anni nel 1960, record poi superato da Roberto Vecchioni nel 2011 (67 anni).
- Due artisti, oltre al Festival di Sanremo, sono riusciti a vincere nello stesso anno anche l’Eurovision Song Contest (in entrambi i casi con la stessa canzone portata in gara in entrambe le manifestazioni): Gigliola Cinquetti (nel 1964 con Non ho l'età) e i Måneskin (nel 2021 con Zitti e buoni). Anche Toto Cutugno vinse sia Sanremo che Eurovision, ma in anni diversi (nel 1980 il primo e nel 1990 il secondo) e con canzoni differenti portate in gara (Solo noi a Sanremo, Insieme: 1992 all'Eurovision).
- Quattro cantanti sono riusciti a vincere due edizioni del Festival consecutive nella categoria "principale": Nilla Pizzi (1951, 1952), Domenico Modugno e Johnny Dorelli (1958 e 1959, in entrambe le edizioni con la regola della doppia interpretazione per brano), Nicola Di Bari (1971 in doppia interpretazione con Nada, 1972), mentre Francesco Gabbani ha vinto due edizioni consecutive del Festival in due diverse categorie (2016 nelle Nuove Proposte, 2017 tra i Big), unico a riuscirci.
- Sette cantanti hanno vinto sia tra le Nuove Proposte sia nella sezione principale: Eros Ramazzotti (1984 tra i Giovani, 1986 tra i Campioni), Marco Masini (1990 tra le Novità, 2004 tra i Campioni), Aleandro Baldi (1992 tra le Nuove proposte e 1994 tra i Campioni), Annalisa Minetti (1998 in entrambe le categorie), Fabrizio Moro (2007 tra i Giovani, 2018 tra i Campioni in coppia con Ermal Meta), Arisa (2009 tra le Nuove proposte, 2014 tra i Campioni) e Francesco Gabbani (2016 tra le Nuove proposte, 2017 tra i Campioni).
- Annalisa Minetti è l'unica cantante ad aver trionfato in entrambe le categorie del Festival nel corso della stessa edizione, quella del 1998: un unicum nella storia del Festival, dato che il regolamento di quell'anno consentiva ai primi tre classificati nella sezione Giovani di contendersi la vittoria finale con i Campioni, formula non più riproposta nelle successive edizioni.
- Gilda, vincitrice dell’edizione 1975 con Ragazza del sud, è la prima artista ad aver vinto la kermesse con un brano composto e interpretato da sé stessa.
- L'artista femminile più giovane a trionfare al Festival di Sanremo è Gigliola Cinquetti, che lo vinse nel 1964 a 16 anni, 1 mese e 12 giorni; la più anziana è Anna Oxa, che nel 1999 vinse all'età di 37 anni, 9 mesi e 30 giorni.
- L'artista maschile più giovane a vincere il Festival di Sanremo è stato Blanco (in coppia con Mahmood) all’età di 18 anni, 11 mesi e 26 giorni nel 2022; quello più anziano è Roberto Vecchioni, che vinse nel 2011 all'età di 67 anni, 7 mesi e 25 giorni.
- Partecipando al suo ottavo Festival nel 2018 insieme a Bungaro e Pacifico, Ornella Vanoni è diventata la concorrente più anziana in assoluto ad aver preso parte alla kermesse (83 anni, 4 mesi e 19 giorni). Tra gli uomini, invece, il più anziano è stato Nicola Arigliano, che nel 2005 gareggiò all'età di 81 anni e 3 mesi.
- Il concorrente più giovane ad aver preso parte a un Festival nella categoria principale è stato invece Luis Miguel, che partecipò al Festival di Sanremo 1985 all’età di 14 anni, 9 mesi e 12 giorni. Il secondo posto nel 1985 lo rende inoltre l'artista più giovane ad aver raggiunto il podio nella stessa categoria. Considerando anche la categoria Giovani, il primato di età anagrafica più piccola va assegnato ad Alina, che prese parte in questa categoria al Festival di Sanremo 2003 all'età di 12 anni, 8 mesi e 17 giorni.
- Tony Dallara, vincitore del Festival di Sanremo 1960 in abbinamento con Renato Rascel, è il vincitore più anziano ancora in vita (89 anni), mentre Johnny Dorelli è l'interprete vincente ancora in vita con la vittoria cronologicamente più antica (1958).
- L'unica cantante ad essersi aggiudicata nella storia del Festival l'intero podio nella stessa edizione (1952) è stata Nilla Pizzi (vincitrice con Vola colomba, seconda con Papaveri e papere e terza con Una donna prega).
- Milva è la cantante con il maggior numero di partecipazioni consecutive alla gara, concorrendo per ben nove volte consecutive tra il 1961 e il 1969.
- Andrea Bocelli è il vincitore delle Nuove proposte anagraficamente più anziano al momento della vittoria (35 anni nel 1994). Alle sue spalle in graduatoria Francesco Gabbani, vincitore nel 2016 a 33 anni.
- Iskra Menarini, con la partecipazione nella categoria Proposte dell'edizione del Festival di Sanremo 2009, ha stabilito il record come artista più anziana (62 anni) a gareggiare nella sezione dedicata agli artisti debuttanti.
- Sono dieci i gruppi musicali (tra cui due coppie) che hanno vinto il Festival: Homo Sapiens (1977), Matia Bazar (1978, 2002), Al Bano e Romina Power (1984), Ricchi e Poveri (1985), Pooh (1990), Jalisse (1997), Piccola Orchestra Avion Travel (2000), Il Volo (2015), Stadio (2016) e Måneskin (2021).
- L'edizione 1977 è la prima e finora unica ad aver visto tre gruppi musicali occupare i tre gradini del podio (rispettivamente gli Homo Sapiens, i Collage e i Santo California), oltre a essere stata la prima edizione con la vittoria di un complesso.
- Escludendo gli anni in cui vigeva l’abbinamento dei brani con altri interpreti, l’edizione 1987 è finora l'unica ad aver visto la vittoria di tre cantanti solisti (Gianni Morandi, Enrico Ruggeri e Umberto Tozzi). Nelle edizioni 1989 (Fausto Leali e Anna Oxa), 1996 (Ron e Tosca), 2008 (Giò di Tonno e Lola Ponce), 2018 (Ermal Meta e Fabrizio Moro) e 2022 (Mahmood e Blanco) a vincere il Festival sono stati invece due cantanti solisti.
- Alcuni cantanti vincitori del Festival si sono contemporaneamente aggiudicati anche il Premio della Critica: Giorgia (1995), Elisa (2001), Simone Cristicchi (2007), Roberto Vecchioni (2011) e Diodato (2020).
- Il più lungo intervallo di tempo tra una vittoria al Festival di Sanremo e l'altra è un primato appartenente ai Matia Bazar, che hanno trionfato nel 2002 (con Messaggio d’amore) a 24 anni di distanza dalla vittoria del 1978 (con e dirsi ciao). Da citare il fatto che il gruppo ha vinto le due rispettive edizioni con voci femminili diverse (Antonella Ruggiero nel 1978 e Silvia Mezzanotte nel 2002). Seguono Marco Masini (14 anni, tra la vittoria del 1990 e quella del 2004) e Fabrizio Moro (11 anni, tra la vittoria del 2007 e quella del 2018). Se si considera che le prime vittorie di Masini e Moro sono state tra le Nuove Proposte, altri artisti con tale primato solo tra i Campioni sono Anna Oxa, Marco Mengoni (entrambi hanno trionfato a distanza di 10 anni dalla prima vittoria) ed Enrico Ruggeri (6 anni).
- Sono 40 i cantanti che, alla loro prima partecipazione, hanno vinto il Festival di Sanremo: tra di essi vanno citati Nilla Pizzi alla prima edizione (1951), Claudio Villa (1955), Domenico Modugno e Johnny Dorelli (1958), Tony Dallara (1960), Luciano Tajoli (1961), Gigliola Cinquetti (1964), Umberto Tozzi (1987, in trio con Gianni Morandi ed Enrico Ruggeri), i Pooh (1990), Riccardo Cocciante (1991), Elisa (2001), Povia (2006), Lola Ponce (2008), Marco Carta (2009), Valerio Scanu (2010), Il Volo (2015), i Måneskin (2021), Blanco (2022, in coppia con Mahmood) e Angelina Mango (2024).
- I primi concorrenti stranieri a vincere il Festival furono gli statunitensi The New Christy Minstrels, co-interpreti nel 1965, insieme a Bobby Solo, del brano Se piangi, se ridi. L'ultima vittoria di un artista straniero è nel 2008 con l'argentina Lola Ponce, vincitrice (in coppia con Giò Di Tonno), con il brano Colpo di fulmine.
- Rita Pavone detiene il primato per la maggior distanza di tempo tra due partecipazioni in gara al Festival, ossia 48 anni (1972-2020).
- In sette occasioni (1952, 1956, 1975, 1983, 1998, 1999 e 2012) il podio del Festival è stato occupato interamente da soliste donne; invece, per otto volte (1959, 1980, 1988, 1991, 2007, 2009, 2023 e 2025) il podio è stato occupato da solisti maschili.
- Considerando le partecipazioni in entrambe le categorie oppure più partecipazioni in una sola categoria, Irene Fargo, Laura Pausini, Annalisa Minetti, Elisa, Marco Mengoni ed Ermal Meta (nella carriera da solista) sono finora gli unici artisti a essersi aggiudicati il podio in tutte le rispettive partecipazioni, in alcuni casi risultando anche vincitori.
- Johnny Dorelli, Gigliola Cinquetti, Nada, i Gazosa, Anna Tatangelo e Alessandro Casillo sono gli unici artisti che al momento della loro vittoria al Festival non erano ancora maggiorenni. La voce solista dei Gazosa, Jessica Morlacchi, è l'interprete vincente più giovane di tutti i tempi (13 anni) tra tutte le categorie, mentre Dorelli la Cinquetti e Nada sono gli unici minorenni a vincere tra i Big (unica categoria dell'epoca). La Cinquetti, al momento della vittoria del 1964, aveva 16 anni e 1 mese, mentre Nada, vincendo nel 1971 con Il cuore è uno zingaro in coppia con Nicola Di Bari, aveva 17 anni e 3 mesi. Dorelli, invece, ha vinto nel 1958 (in doppia esibizione con Domenico Modugno interpretando Nel blu dipinto di blu) a 20 anni e 346 giorni: prima della riforma del 1975, che fece scendere il tetto della maggiore età a 18 anni, si diventava infatti maggiorenni a 21 anni. Con questa formula, Dorelli ha trionfato la seconda volta come maggiorenne (1959), mentre la Cinquetti ha trionfato entrambe le volte da minorenne.
- Con la loro prima partecipazione avvenuta nell'edizione 2023, I Cugini di Campagna sono il gruppo che ha esordito più tardi al Festival di Sanremo dall'inizio della propria carriera, esattamente a distanza di 53 anni dalla fondazione.
- Lazza è il primo cantante rap a portare un pezzo di questo genere musicale sul podio tra i Campioni (2023), mentre Fedez è il stato il primo rapper ad arrivare sul podio — ma con un pezzo pop — nel 2021 (in coppia con Francesca Michielin).
- A oggi gli unici artisti ad aver vinto più di una volta il Premio della Sala Stampa sono stati Arisa (2009 Nuove Proposte, 2012) e Colapesce Dimartino (2021, 2023) con due riconoscimenti ciascuno.
- Gli Eiffel 65, nel 2003, sono stati il primo gruppo italo dance a partecipare in gara; uno dei loro membri, Gabry Ponte, è stato il primo disc jockey di questo genere a concorrere al Festival.
- Ermal Meta è l'artista con più vittorie nella serata Cover: 2 (nel 2017 con Amara terra mia di Domenico Modugno e nel 2021 con Caruso di Lucio Dalla).
- Marco Mengoni e gli Stadio sono gli unici artisti ad aver vinto sia la serata delle cover che la serata finale in un'unica edizione: il gruppo nel 2016 e il solista nel 2023.
- Fiorella Mannoia è l'artista che più volte ha vinto il premio ''Sergio Bardotti'' per il miglior testo, ovvero due (nel 2017 con Che sia benedetta e nel 2024 con Mariposa).
- Francesco Gabbani ha vinto due volte il Premio TIM (nel 2017 con Occidentali's Karma e nel 2020 con Viceversa).
- Marta Donà è la manager che ha vinto più edizioni del Festival. Infatti è stata la manager di 5 vincitori del Festival: per Marco Mengoni (2013 e 2023), i Måneskin (2021), Angelina Mango (2024) e Olly (2025).

### Conduttori
- Mike Bongiorno, Pippo Baudo e Amadeus detengono il primato di conduzioni consecutive del Festival, ben 5: il primo dal 1963 al 1967, il secondo dal 1992 al 1996 e il terzo dal 2020 al 2024. Baudo detiene inoltre il primato di conduzioni, ben 13: la prima nel 1968 e l'ultima nel 2008. Amadeus detiene invece il numero di serate consecutive condotte, ben 25.
- Sono quattro le donne ad aver condotto il Festival come presentatrici principali: Loretta Goggi nel 1986, Raffaella Carrà nel 2001, Simona Ventura nel 2004 e Antonella Clerici nel 2010.
- Quindici artisti, ovvero Nilla Pizzi, Johnny Dorelli, Gianni Morandi, Loretta Goggi, Anna Oxa, Lorella Cuccarini, Arisa, Emma Marrone, Fiorello, Sabrina Salerno, Elodie, Marco Mengoni, Giorgia, Elettra Lamborghini e Mahmood, hanno partecipato al Festival sia nelle vesti di presentatore sia in quelle di cantante in gara; nove di loro (Pizzi, Dorelli, Morandi, Oxa, Arisa, Marrone, Mengoni, Giorgia e Mahmood) ne sono risultati anche vincitori.
- Tre conduttori hanno presentato il Festival da soli, senza spalle e/o vallette: Nunzio Filogamo nelle prime quattro edizioni (dal 1951 al 1954), Pippo Baudo nel 1987 e Antonella Clerici nel 2010.
- Lilli Lembo, conduttrice dell' edizione 1961, è la conduttrice più anziana ancora in vita (87 anni e 301 giorni).
- Il conduttore più giovane è Gianmarco Tognazzi, che presentò il Festival di Sanremo 1989 all’età di 22 anni; il più anziano è invece Raimondo Vianello, che condusse l'edizione 1998 a 75 anni.
- Mike Bongiorno detiene il primato dell'intervallo di tempo tra una conduzione e l'altra, 18 anni (tra l’edizione del 1979 e quella del 1997).
- Miguel Bosé è il primo conduttore straniero ad aver presentato un'edizione (precisamente quella del 1988 insieme a Gabriella Carlucci).
- Tre conduttori, ovvero Renata Mauro, Alessandro Cattelan e Michelle Hunziker, oltre al Festival di Sanremo hanno presentato anche l'Eurovision Song Contest; in particolare, i primi due hanno presentato la rassegna europea in edizioni ospitate in Italia: Renata Mauro presentò la prima edizione eurovisiva italiana a Napoli nel 1965 e Cattelan l’edizione del 2022 a Torino insieme a Laura Pausini e Mika. Entrambi hanno poi avuto modo di co-condurre la kermesse sanremese, la prima presentò l’edizione 1967 insieme a Mike Bongiorno e il secondo co-condusse la serata finale del 2025 insieme a Carlo Conti e Alessia Marcuzzi. Michelle Hunziker, invece, fece il percorso inverso: presentò la finale dell’edizione svizzera di Basilea del 2025 dopo aver presentato per due volte il Festival, nel 2007 con Pippo Baudo e nel 2018 con Claudio Baglioni e Pierfrancesco Favino.

### Edizioni
- L'edizione 1960 è la prima ad avere due conduttori: Paolo Ferrari ed Enza Sampò.
- L'edizione 1951 è l’edizione con il minor numero di partecipanti (3), mentre quella del 1989 è quella con più artisti in gara (48).
- Le edizioni 1995 e 1987 sono le più viste rispettivamente in termini di telespettatori (16 845 000) e di share (68,71%), mentre quella del 2008 è la meno vista in entrambi (6 810 000 e 36,56%).
- La serata finale del Festival 1987 è la più vista di sempre (18 300 000 e 77,5%), mentre la meno vista è stata quella del 2014 (9 348 000 e 43,51%).
- L'edizione 2021 è stata l'unica nella storia del Festival a non avere il pubblico in sala al teatro Ariston, a causa delle restrizioni per la pandemia da COVID-19 in Italia.
- L'edizione 2023 è stata la prima nella storia del Festival alla quale ha presenziato in sala al teatro Ariston un Presidente della Repubblica in carica, in questo caso Sergio Mattarella.
- L'edizione 2025 è quella con il maggior numero di co-conduttori: oltre al conduttore principale di quell'edizioni — Carlo Conti — durante le cinque serate della kermesse si avvicendarono altri undici co-conduttori. Inoltre, nell'edizione 2024 oltre ai cinque co-conduttori, i cantanti in gara che non si esibiscono durante la seconda e la terza (15 per entrambe le serate) sono co-conduttori: quindi in totale ci sono ben 35 co-conduttori, e inoltre quella del 2025 ha avuto per la prima volta un videomessaggio da parte di un Papa in carica, in questo caso di Papa Francesco.